# France Darget Savarit
France Darget Savarit, née Thérèse Louise Darget le 26 décembre 1886 à Pontivy et morte le 26 août 1965 à Limeil-Brévannes, est une femme de lettres française très célèbre à la Belle Époque dans les milieux artistiques tourangeau et parisien. 

## Biographie
France Darget est la fille de Louis Darget, commandant et officier de cavalerie , photographe amateur, membre de la Société photographique de Touraine et passionné de sciences occultes et de spiritisme. La famille s'installe à Tours, rue Champoiseau, en 1895. Son père ayant connu la captivité pendant la guerre franco-prussienne, France Darget est bercée par les expériences militaires et sa poésie est imprégnée des thèmes de la bravoure militaire, la revendication du retour de l'Alsace-Lorraine comme territoire français et le catholicisme. Ses vers sont également appréciés pour leur contenu romantique. La presse parisienne fait l'éloge de la poétesse prodige : à 13 ans, elle est considérée comme la plus jeune poète du début du siècle. Les Tourangeaux la découvrent et l'apprécient au travers de ses nombreux vers publiés dans la presse locale comme Le Messager, Le Journal d'Indre-et-Loire, les Affiches tourangelles. Son travail fait partie de l'épreuve littéraire du concours artistique des Jeux olympiques d'été de 1924.

## Œuvre

### Poésie
- Premières poésies, Tours, Boisselier, 1900
- Poésies nouvelles, précédées de Premières poésies, 1903
- Pour la défense des "Oberlé", 1904
- Le dernier aigle, Paris, Ed. de l’Idée, 1906
- Les matinales, poésies, ouvrage couronné par l'Académie Française, 4e édition Bernard Grasset, éditions 1909
- Celle qui nous revient (poèmes d'Alsace-Lorraine), 1913-1919, Paris, B. Grasset, 1921

### Théâtre
- Cœur de neige : Comédie en acte en vers, Paris, éditions de l’Idée, 1908
- Sainte Odile d'Alsace, légende en trois actes, en vers, Paris, Trocadéro, 19 décembre 1920. Deuxième édition, 1923.  Darget, France, Sainte Odile d'Alsace, légende en 4 actes, en vers. 3e édition, 1947
- Le retour des rois mages : conte de Noël en un acte, en vers avec adaptation musicale (chant et musique de scène), d'Edouard Mignan H. Boulord, 1925
- Les thermopyles, scène radiophonique en vers, 1940, pièce en un acte en vers avec intermèdes sportifs. Chœurs d'Edouard Mignan.